# Гіперонімія і гіпонімія
Гіперонімі́я і гіпонімі́я — це ієрархічне відношення розташування елементів системи від вищого до нижчого — відношення підпорядкування. Такі відношення є у лінгвістиці, семантиці, загальній семантиці та щодо онтологічних компонентів. Семантичне поле гіпоніма включено в поле гіпероніма.

## Етимологія. Історичне походження назв. Значення термінів

Приклад співвідношення гіпонімів і гіперонімів

Гіперонім — «слово з абстрактним значенням, яке вживається як відповідник слова з конкретним значенням». Гіперонім (від грец. ὑπερ (hiper) — префікс, що означає «надмірність, підвищення» «над, поверх» й όνομα (onyma) — «ім'я») — родова назва; слово у складі гіперо-гіпонімічної (родо-видової) групи, що позначає «родове (гіперонімічне) поняття; слово з ширшим значенням, яке виражає загальне, родове поняття, назва класу (множини) предметів (властивостей, ознак)». Гіперонім, наприклад, в лінгвістиці — це поняття, в ставленні до інших понять, яке виражає загальнішу сутність відносно деякої множини об'єктів, це поняття, що відображає надмножини (тобто, супертип) до вихідного. Гіперонім є результатом логічної операції узагальнення або в математичному сенсі — належності до множини. Графічно це виглядає так: Υ — гіперонім Χ, якщо Χ — різновид Υ (фрукт — гіперонім персика); порівняй: одяг, взуття — родові поняття й пальто, куртка, костюм — видові поняття; туфлі, черевики, чоботи, кросівки — видові поняття.
Гіперонім — це «узагальнювальний термін в значенні вищого відношення», тобто, в значенні «загальніший».
Гіпонім (грец. ὑπό (hipo) — префікс, що означає зниження; «під, внизу» та όνομα (onyma) — «ім'я») — слово-видова назва; слова у складі гіперо-гіпонімічної (родо-видової) групи, що позначають видові поняття. Це слово з вужчим значенням, яке називає предмет (властивість, ознака) як елемент класу (множини). Це ж правило можна сформулювати іншими словами: «Видове слово родо-видових відношень, що характеризуються привативною опозицією і включеною дистрибуцією».
Гіпонім — це «узагальнювальний термін в значенні нижчого відношення».
Гіперонім — слово, що підпорядковує собі значення інших слів (наприклад, тварина). Гіпонім — слово, семантично підпорядковане іншому слову (наприклад, кіт, миша, слон, антилопа). Імена видових понять щодо їхнього загального гіпероніма називають гіпонімами, а один щодо іншого на одному й тому самому рівні узагальнення еквонімами (липа, дуб, каштан, вільха, явір — еквоніми). Еквоніми — це гіпоніми одного рівня узагальнення, що взяті у відношеннях один щодо одного.
В інших рамках інтерпретації: кожне семантичне поле (гіперонім) об'єднує кілька семантичних груп (гіпонім), які за змістом становлять тісні семантичні єдності. Компоненти одної лексико-семантичної групи як правило, пов'язуються між собою такими семантичними відношеннями:
 — родо-видові відношення (квітка — жоржина, барвінок, мальва);
 — відношення цілого й частини (дерево — стовбур, гілка, листя, хвоя, корінь, дупло).

## Гіпероніми і гіпоніми. Гіперо-гіпонімічні групи
Гіперо-гіпонімічна група — це ієрархічна організація елементів лексично-семантичної парадигми, що ґрунтується на родо-видових відношеннях. Групування гіперо-гіпонімічні — сукупність слів у семантичному полі, об'єднаних відношеннями ієрархічної супряжності (наприклад, тварина ⇔ кіт, пес, ведмідь, лисиця, тигр, лев, леопард і подібне).
Гіпонімія показує зв'язок між родовим терміном (гіперонімом) і конкретним його зразком (гіпонімом). Гіпонім — це слово або фраза, семантичне поле якого більш специфічне, ніж його гіперонім. Семантичне поле гіпероніма, також відомого як надпорядкове, ширше, ніж у гіпоніма. Гіпероніми та гіпоніми асиметричні. Гіпонімію можна перевірити, замінивши X і Y у реченні «X є різновидом Y» і визначивши, чи це має сенс. Наприклад, «Викрутка — це різновид інструменту» має сенс, але не «Інструмент — це різновид викрутки».
Відношення розташування від вищого до нижчого можуть мати такий вид відношень:

### Ієрархічнівідношення
У мові — це ієрархічні відношення структурно простіших одиниць до складніших: фонеми до морфеми, морфеми до лексеми, лексеми до речення; відношення включення між одиницями мови; у лексиці — гіперо-гіпонімічні відношення, коли співвідносяться більш загальне із частковим, більш абстрактне — з конкретним (порівняй, наприклад: поняття зелений є гіпонімом щодо поняття «колір», оскільки останнє охоплює різні кольори); у лексикології — ієрархічні відношення охоплюють відношення «гіперонім — гіпонім» (загальне — часткове: хімія, фізика, математика, біологія постають гіпонімами щодо гіпероніма наука); «голонім — меронім» (частина — ціле: гілка, корінь виступають меронімами щодо голоніма дерево як цілого).

### Родо-видові відношення
Родо-видові відношення — це один з різновидів семантико-парадигматичних відношень, за яким родове слово охоплює видові
найменування: дерево — це верба, клен, липа, явір і подібне. Родо-видові відношення складають основу формування тематичних, лексико-семантичних груп слів.
Родо-видові відношення в лексико-семантичній системі. Наприклад: береза, верба, дуб, клен, липа, явір, сосна — дерево; троянда, рожа, настурція, тюльпан, нарцис — квітка; корова, кінь, коза, вовк, лисиця, заєць — тварина. Термін «звір» є гіперонімом відносно терміна «собака», а термін «собака» в свою чергу — гіперонім відносно терміна «бульдог». І навпаки — термін «бульдог» — гіпонім відносно терміна «собака», а «собака» — гіпонім відносно терміна «звір».

### Гіпонімія. Гіпо- гіперонімія
Гіпонімія — одне з основних парадигматичних відношень у лексикосемантичній системі — ієрархічна організація її елементів, що ґрунтується на родо-видових відношеннях: дерево (родове поняття) і липа, смерека, сосна, тополя, ясен, ялина (видові поняття).
Гіперо-гіпонімія близька до синонімії. Її навіть називають квазісинонімією (від лат. quasi — «ніби, майже, немовби»), але на відміну від синонімії, яка допускає двосторонню заміну в тексті (першого синоніма на другий і навпаки), в гіперо-гіпонімії можлива тільки одностороння заміна — заміна гіпоніма на гіперонім. Наприклад: Він знайшов підберезовики. → Він знайшов гриби. Протилежна заміна тут неможлива, оскільки гриби можуть бути не тільки підберезовиками. Значення гіпоніма є складнішим, ніж значення гіпероніма, а представлений ним клас предметів — вужчим. Гіпоніми включають у себе зміст гіпероніма і протиставляються один одному певними семами. Так, слова троянда, рожа, настурція, тюльпан у своєму змісті мають спільне значення «квітка», але кожне з них протиставляється всім іншим за певними ознаками.